# John Singletons Baby Boy
John Singletons Baby Boy (Originaltitel: Baby Boy) ist ein US-amerikanischer Film aus dem Jahr 2001. Regie führte John Singleton, der auch das Drehbuch schrieb und die Produktion übernahm.

## Handlung
Der 20-jährige Jody lebt noch bei seiner Mutter in South Central und fühlt sich dort wohl. Er verbringt die meiste Zeit mit seinem besten Freund Sweetpea und ist nicht daran interessiert, erwachsen zu werden. Obwohl er zwei Kinder von zwei verschiedenen Müttern hat (Yvette und Peanut) und er eine mehr oder weniger ernste Beziehung mit Yvette führt, macht er keine Anstalten von zuhause auszuziehen. Doch als seine Mutter den Ex-Knacki Melvin mit nach Hause bringt und ihn als ihren neuen Freund vorstellt, weiß Jody, dass er bald auf der Straße sitzen wird. Nun will er sein Leben ändern, er verbringt mehr Zeit mit Yvette und verdient sein Geld mit dem Verkauf von gestohlener Kleidung. Doch das Glück hält nicht lange – nachdem Yvette erfährt, dass Jody sie betrügt, setzt sie ihn nach einem Streit vor die Tür. Kurz darauf steht Yvettes Ex-Freund Rodney vor der Tür, er wurde gerade aus dem Gefängnis entlassen und nistet sich bei ihr ein. Als Jody seinen Sohn abholt, trifft er auf Rodney. Der will ihn tot sehen und macht ihm das mehr als verständlich klar. Jody verbringt die nächsten Tage bei Sweetpea und fällt in sein altes Muster zurück, bis Yvette eines Tages vorbeikommt und ihm erzählt, dass Rodney versuchte sie zu vergewaltigen. Sie versöhnen sich und beschließen neu anzufangen, also fährt Yvette los, um einige Sachen aus ihrer Wohnung zu holen. In der Zwischenzeit ist Jody auf Rache aus und beschließt gemeinsam mit Sweetpea, Rodney zu töten. Nach einer Schießerei mit Rodney suchen sie ihn auf und erschießen ihn auf offener Straße. Nun ist Jody sich seiner Verantwortung bewusst geworden und lebt mit Yvette und seinem Sohn in einer gemeinsamen Wohnung.

## Hintergrund
Die Hauptrolle des Jody wurde ursprünglich für Tupac Shakur geschrieben, doch als er 1996 verstarb, wurde die Produktion abgebrochen. Jody hört in einer Szene einen Song von Tupac und er hat ein Bild von ihm an der Wand.
Die Rolle des Rodney sollte ursprünglich von Ice Cube gespielt werden.
Baby Boy spielte weltweit mehr als 29 Millionen US-Dollar ein. Bei einem Budget von 16 Millionen Dollar.

## Soundtrack
Der Soundtrack spielt eine große Rolle in Baby Boy, weil er symbolisch für die Entwicklung von Jody steht. Zu Anfang des Films hört er fast ausschließlich Hip-Hop, je erwachsener er wird desto öfter wird Soul gespielt. Diese Entwicklung wird von Melvin bestätigt als er zu Jody sagt, Marvin Gaye wäre Musik für Erwachsene.
- „The Womb (Intro)“- 1:14 (Tyrese)
- „Just a Baby Boy“- 4:16 (Snoop Dogg featuring Tyrese & Mr. Tan)
- „Just a Man“- 3:59 (Raphael Saadiq featuring Devin the Dude)
- „Focus (Interlude)“- :22 (Tyrese & Taraji P. Henson)
- „Baby Mama“- 4:44 (Three 6 Mafia featuring La Chat)
- „Talk Shit 2 Ya“- 4:35 (D’Angelo featuring Marlon C)
- „I'd Rather Be With You“- 4:55 (Bootsy Collins)
- „You“- 4:45 (Felicia Adams)
- „Jody Meets Rodney (Interlude)“- :30 (Tyrese & Snoop Dogg)
- „Crip Hop“- 5:03 (Tha Eastsidaz featuring Snoop Dogg)
- „Thatshowegetdown“- 4:17 (B.G. featuring Baby & Lac)
- „Guns and Butter (Interlude)“- :30 (Ving Rhames)
- „We Keep It G“- 4:44 (Lost Angels)
- „Eat Sleep Think“- 3:36 (Connie McKendrick)
- „Just to Keep You Satisfied“- 4:24 (Marvin Gaye)
- „I Hate You (Interlude)“- :41 (Tyrese & Taraji P. Henson)
- „Love & War“- 5:21 (Anthony Hamilton featuring Macy Gray)
- „Straight Fucking“- 4:59 (The Transistitions featuring Gator)
- „Hail Mary“- 5:12 (Makaveli & Outlawz)
- „Baby Boy“- 4:30 (Felicia Adams)

## Preise
Die Besetzung gewann den Sonderpreis beim Internationalen Filmfestival von Locarno im Jahr 2001. Der Film war auch im Rennen um den Goldenen Leoparden.
Gibson wurde für den Black Reel und Image Award als bester Darsteller nominiert.

## Rezensionen
Der Film erhielt generell positive Kritik. Roger Ebert gab dem Film 3 ½ von 4 Sternen. Er sagt:

„Baby Boy is a bold criticism of young black men who carelessly father babies, live off their mothers and don't even think of looking for work. It is also a criticism of the society that pushes them into that niche. There has never been a movie with this angle on the African-American experience" and "[it] doesn't fall back on easy liberal finger-pointing. There are no white people in this movie, no simplistic blaming of others; the adults in Jody's life blame him for his own troubles, and they should.“

„Baby Boy ist eine mutige Kritik junger schwarzer Männer, die einfach ein Kind nach dem anderen zeugen, selbst aber noch bei und von ihren Müttern leben und gar nicht auf die Idee kommen, nach Arbeit zu suchen. Es ist auch eine Kritik an die Gesellschaft, die sie in diese Nische schiebt. Es hat noch nie einen Film mit diesem Blickwinkel auf die Afro-amerikanische Erfahrung gegeben „und“ [es] ist nicht einfach nur eine Schuldzuweisungen. Es gibt keine weißen Menschen in diesem Film, keine simplen Schuldzuweisungen auf andere;. die Erwachsenen in Jody's Leben geben ihm die Schuld für seine Sorgen.“

„Ein rundes Jahrzehnt nach ‚Boyz N the Hood‘ erklärt ein gereifter John Singleton seinen Kumpels von damals, dass man im Biobombenzeitalter nicht mehr jeden Missstand der Schwarzen Community in Bausch & Bogen auf den Rassismus des Weißen Mannes schieben kann. Bleichgesichter sind dementsprechend nicht mal von weitem auszumachen, statt dessen zieht afroamerikanisches A-Personal von Ving Rhames über Cubas Bruder Omar Gooding bis zu G-Rapper Snoop Dog alle Register der schwarzen Filmkunst.“